# Embaixada de Trindade e Tobago em Brasília
A Embaixada de Trindade e Tobago em Brasília é a principal representação diplomática trinitária-tobagense no Brasil, tendo também jurisdição sobre Argentina, Uruguai, Chile e Paraguai.
Fica no Setor de Habitações Individuais Sul, no Lago Sul.

## História
Brasil e Trindade e Tobago estabeleceram relações diplomáticas em 1965, com a criação da embaixada brasileira de Port of Spain. Em 1968, uma embaixada foi instalada no Rio de Janeiro, com Wilfred Andrew Rose sendo o primeiro embaixador trinitário-tobagense no Brasil.

## Serviços
A embaixada realiza os serviços protocolares das representações estrangeiras, como o auxílio aos trinitário-tobagenses que moram no Brasil e aos visitantes vindos de Trinidad e Tobago também para os brasileiros que desejam visitar ou se mudar para o país. Os brasileiros em Trinidad e Tobago se concentram nas principais cidades, a capital Port of Spain, San Fernando, o centro petrolífero, e na ilha de turística de Tobago. Além da embaixada, Trinidad e Tobago tem consulados honorários no Brasil em São Paulo, Belém, Belo Horizonte e em Brasília. A diplomacia da embaixada é acreditada também para Argentina, Uruguai, Chile e Paraguai.
Outras ações que passam pela embaixada são as relações diplomáticas com o governo brasileiro nas áreas política, econômica, cultural e científica. A intensificação no relacionamento entre Brasil e Trinidad e Tobago mantém um Acordo de Cooperação Técnica desde 2008, tendo parcerias nas áreas de cultura, turismo e agricultura. O comércio entre os dois países passo de 750 milhões de dólares em 2018.